# Stilpon goesi
Stilpon goesi är en tvåvingeart som beskrevs av Igor Shamshev 2006. Stilpon goesi ingår i släktet Stilpon och familjen puckeldansflugor.
Artens utbredningsområde är Kambodja. Inga underarter finns listade i Catalogue of Life.